# Happy with What You Have to Be Happy With
Happy with What You Have to Be Happy With — мини-альбом группы King Crimson, выпущенный в октябре 2002 года на лейбле Sanctuary Records и предшествующий долгоиграющему альбому The Power to Believe (2003).

## Об альбоме
Многие песни из Happy With What You Have to Be Happy With вошли в долгоиграющий альбом The Power to Believe, но между записями есть различия: эта версия песни "Happy with What You Have to Be Happy With" длиннее на один припев, а в композиции "Eyes Wide Open" используются преимущественно акустические инструменты.
Альбом содержит композицию "Larks' Tongues in Aspic – Part V", которая продолжает серию пьес, начатую в альбоме Larks' Tongues in Aspic и продолженную в Three of a Perfect Pair и The ConstruKction of Light.

## Список композиций
1. «Bude» (Эдриан Белью) — 0:26
2. «Happy With What You Have to Be Happy With» (Белью, Роберт Фрипп, Трей Ганн, Пэт Мастелотто) — 4:12
3. «Mie Gakure» (Белью, Фрипп) — 2:00
4. «She Shudders» (Белью) — 0:35
5. «Eyes Wide Open» (Белью, Фрипп, Ганн, Мастелотто) — 4:08
6. «Shoganai» (Белью) — 2:53
7. «I Ran» (Белью) — 0:40
8. «Potato Pie» (Белью, Фрипп, Ганн, Мастелотто) — 5:03
9. «Larks' Tongues in Aspic (Part IV)» (Белью, Фрипп, Ганн, Мастелотто) — 10:26
включая:
  - «I Have a Dream»

записан в 328 Performance Hall, Нэшвилл, США, [9?/10?] ноября 2001
10. «Clouds» (Белью) — 4:10
включая:
  - «Einstein’s Relatives» (скрытый трек) (Белью, Фрипп, Ганн, Мастелотто)

| Оценки критиков | Оценки критиков |
| Источник        | Оценка          |
| --------------- | --------------- |
| Allmusic        | [ 2 ]           |
| Pitchfork Media | (3.9/10)        |

## Участники записи
- Роберт Фрипп — гитара;
- Эдриан Белью — гитара, вокал;
- Трей Ганн — гитара Уорра, бас-гитара;
- Пэт Мастелотто — ударные.